# La Sarna
La Sarna är en ort i Mexiko.   Den ligger i kommunen Pénjamo och delstaten Guanajuato, i den centrala delen av landet, 300 km väster om huvudstaden Mexico City. La Sarna ligger 1 695 meter över havet och antalet invånare är 516.
Terrängen runt La Sarna är platt åt sydväst, men åt nordost är den kuperad. Runt La Sarna är det ganska tätbefolkat, med 104 invånare per kvadratkilometer. Närmaste större samhälle är La Piedad Cavadas, 8,2 km sydväst om La Sarna. Trakten runt La Sarna består till största delen av jordbruksmark.